# Associação Atlética Celeste
A Associação Atlética Celeste é um clube brasileiro de futebol de salão da cidade de Bagé no estado do Rio Grande do Sul.

## História
A Celeste foi fundada em 26 de setembro de 1978.

## Títulos

### Estaduais
- Vice-Campeonato Gaúcho (Série Bronze): 2007.

### Regionais
- Taça dos Campeões Citadinos/Regional [1] - 6 vezes — 1995, 1996, 1997, 1998, 1999 e 2004.

### Citadinos
- Campeonato Citadino de Futsal de Bagé - 10 vezes — 1985, 1986 , 1987, 1994, 1997 , 1998, 1999, 2001, 2007 e 2011.

 Invicto